# Porto do Namibe
O Porto do Namibe, também chamado de Complexo Portuário de Moçâmedes, é um porto angolano localizado na cidade do Moçâmedes, na província do Namibe. Encontra-se na baía do Namibe que está ligada ao Oceano Atlântico.
O porto pertence ao governo angolano, sendo este o responsável por sua administração por meio da empresa pública Empresa Portuária do Namibe. A Empresa Portuária do Namibe foi instituída para administrar a licença de terminais para carga e descarga, além de terminal de passageiros.
Junto aos portos de Luanda (Luanda), Lobito (Benguela), Porto Amboim (Cuanza Sul), Soyo (Zaire) e Cabinda (Cabinda), formam os maiores complexos portuários do país. É o maior porto do sul do país.
O porto é a testa do Caminho de Ferro de Moçâmedes, que traz cargas desde a cidade do Menongue, passando também pelo Lubango. Outra ligação de escoamento importante é feita pela rodovia EN-100. O complexo portuário é formado pelo porto central de Moçâmedes, na ponta de Noronha, e pelo terminal portuário mineraleiro do Sacomar, mais no interior da baía.
Surgido como um porto de pesca no século século XV, passou a ser um porto de tráfico negreiro a partir do século XVII; foi estruturado e oficialmente inaugurado em 24 de maio de 1957, com a chegada do Governador Geral de Angola Horácio José de Sá Viana Rebelo ao Moçâmedes, a bordo do paquete Uíge, para lançar o 1º troço das obras do cais do porto de cais iniciadas em 24 de junho de 1954.